# Monika Jurek
Monika Małgorzata Jurek z domu Jarmolińska (ur. 1 lipca 1967 w Pabianicach) – polska nauczycielka, działaczka polityczna i samorządowa, od 2023 wojewoda opolski.

## Życiorys
W 1992 uzyskała magisterium z matematyki na Uniwersytecie Łódzkim. Ukończyła również studia podyplomowe z organizacji i zarządzania w oświacie oraz w zakresie nadzoru pedagogicznego. Zawodowo związana z oświatą, pracowała jako nauczycielka matematyki. Przez kilkanaście lat była dyrektorką Zespołu Szkół Budowlanych im. Księcia Jerzego II Piasta w Brzegu. Później kierowała Departamentem Edukacji i Rynku Pracy w Urzędzie Marszałkowskim Województwa Opolskiego.
Działaczka Platformy Obywatelskiej. W 2010 uzyskała mandat radnej miejskiej w Brzegu. W 2018 została wybrana na radną powiatu brzeskiego, w tym samym roku weszła w skład zarządu tego powiatu. Bez powodzenia kandydowała do Sejmu w 2019 i 2023.
W grudniu 2023 została powołana na urząd wojewody opolskiego.
W 2009 została odznaczona Srebrnym Krzyżem Zasługi.